# مسجد الكريم الكبير
مسجد الكريم الكبير هو مسجد يقع في كوتو كاسياك في تانجونج الكبيرة في منطقة أغام غرب سومطرة في إندونيسيا .

## التاريخ
لا توجد بيانات محددة عن سنة بناء المسجد، ومن بعض المعلومات المتاحة تشير أن المسجد بني في منتصف القرن السابع عشر الميلادي، ساهم في بناء المسجد افراد المجتمع في كوتو كاسياك، ثم انهار المسجد وبدأت القرية في بناء مسجدهم الخاص، وبني المساجد بنفس العمارة التي كانت عيه في الأصل وهو مسقوف بالقش، ثم خضع المسجد للتطوير وخضع لعدة تجديدات، كما هو الحال في عام 1972 وتم تجديد المسجد وتحويله إلى طابقين، وفي عام 2009 أدى زلزال بقوة 7.9 مقياس ريختر الذي ضرب عدة مناطق في غرب سومطرة بتضرر شديد للمسجد، أدى ذلك لهدم المسجد الذي لم يعد يمكن استخدامها مرة أخرى، ومع توفر التكلفة المقدرة لاعادة البناء من المساعدات العامة من الدولة والتبرعات الأخرى، تم إعادة بناء المسجد في يوليو من عام 2012، وقد تم البناء بتكلفة تقدر بحوالي 7.9 مليار روبية.